# ハワイ州道19号線

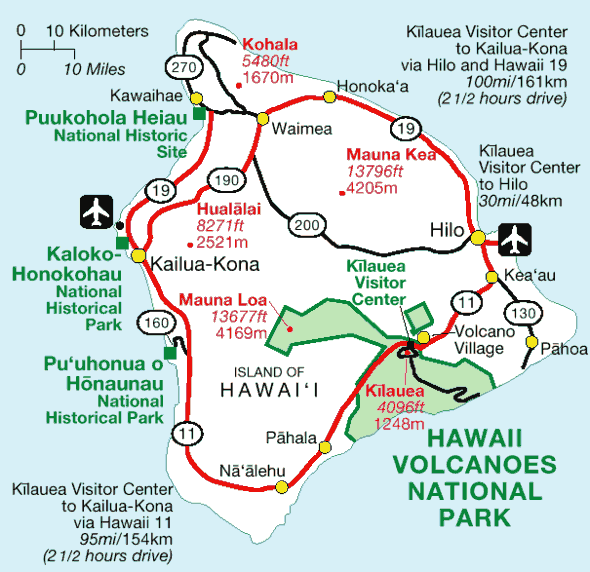
ハワイ州道11号線は東海岸のヒロと西海岸のカイルア・コナを北回りで結ぶ道路。

ハワイ州道19号線（ハワイしゅうどうじゅうきゅうごうせん、英語: Hawaii State Highway 19）はアメリカ合衆国ハワイ州の最大の島であるハワイ島にあり、海岸線に沿って島を一周したマーマラホア道路（別名：ベルトロード）の一部で、東西二つの都市、ヒロとカイルア・コナを北回りで結ぶ全長160.9kmの道路である。　
島の南部を海岸寄りに両都市を結ぶ路線はハワイ州道11号線である。最近島の中央部を通るハワイ州道200号線（旧名：サドルロード）が整備されたので、東西を直接結ぶ道路はこちらを通る場合が多い。

## 路線
ハワイ州道19号線は、ヒロ市内のクヒオ・ストリートのヒロ港桟橋を出発して、カラニアナオレ・アベニューを経て、バニアン・ドライブとの交差点でカメハメハ・アベニューを通り、ベイフロント・ハイウェイへ出て北西へ向かう。ホノカアから西へ内陸部に入り、マウナケア山とコハラ山地の間を通り、ワイメアを経て、カワイハエで海岸へ出る。ここで南西へ向かい、クイーン・カアフマヌ・ハイウェイとなり、サウスコハラ・リゾートエリア（ワイコロア・ビーチなど）、キホロなどを経て、コナ国際空港入り口を通り、 カイルア・コナのパラニ・ロード（Palani Road）との交差点で終わる。ここからクイーン・カアフマヌ・ハイウェイ はハワイ州道11号線となり、南周りでヒロへ向かう。   

## 参照
1. ↑   Drive North or South route Kona-Hilo? (英語)
2. ↑   旅行ガイド『地球の歩き方リゾート、ハワイ島』　（ダイヤモンド・ビッグ社、2007年）  「ハワイ島全図」
3. ↑   ハワイ島観光情報 トピック